# Sommarlek (film, 1951)
Sommarlek är en svensk dramafilm från 1951, regisserad av Ingmar Bergman efter dennes berättelse Mari.

## Handling
Marie får ett paket som innehåller en dagbok som skrevs en sommar för tretton år sedan av Henrik som hon var förälskad i. Hon beslutar sig för att åka ut i skärgården för att minnas den sommaren, som sedan skildras i form av en tillbakablick. Marie förälskar sig i Henrik men det hela slutar tragiskt.

## Om filmen
Filmen spelades in den 3 april–4 maj samt 24 maj–18 juni 1950 i Filmstaden, Dalarö-Rosenön, Sandemar, Saltsjöbaden och Blasieholmskajen. Den hade premiär den 1 oktober 1951 på biografen Röda Kvarn i Stockholm och var tillåten från 15 år. Filmen har även visats på SVT, senast i mars 2018.

## Rollista
- Maj-Britt Nilsson – Marie, balettdansös
- Birger Malmsten – Henrik, student
- Alf Kjellin – David Nyström, journalist på tidningen Året Om, Maries fästman
- Annalisa Ericson – Kaj, balettdansös
- Georg Funkquist – farbror Erland
- Stig Olin – balettmästare
- Mimi Pollak – fru Calwagen, Henriks faster
- Renée Björling – tant Elisabeth
- Gunnar Olsson – prästen

### Ej krediterade
- Douglas Håge – Nisse, vaktmästare på teatern
- John Botvid – Karl, vaktmästarbiträde
- Julia Cæsar – Maja, påkläderska
- Carl Ström – Sandell, scenmästare
- Torsten Lilliecrona – Ljus-Pelle, ljusmästare
- Ernst Brunman – kapten på skärgårdsbåt
- Olav Riégo – sjukhusläkaren
- Fylgia Zadig – sjuksköterskan
- Eskil Eckert-Lundin – orkesterledare på teatern
- Emmy Albiin – farbror Erlands trotjänarinna
- Carl-Axel Elfving – budet med paket till Marie
- Sten Mattsson – hoppilandkalle på skärgårdsbåten
- Marianne Schüler – balettdansös
- Gösta Ström – Karlsson, inspicient på teatern
- Monique Roeger – balettdansös
- Gerd Andersson – balettdansös
- Göte Stergel – dansare i pas de deux ur Svansjön
- Gun Skoogberg – stand-in för Maj-Britt Nilsson i dansscenerna

## Musik i filmen
- Svansjön. Svanarnas dans, musik Pjotr Tjajkovskij, instrumental
- Svansjön. Pas de deux, musik Pjotr Tjajkovskij, dans Gun Skoogberg och Göte Stergel
- Coppelia eller Flickan med emaljögon. Mazurka, musik Léo Delibes, instrumental
- Nynning, musik Eskil Eckert-Lundin, sång Maj-Britt Nilsson
- Impromptu, piano, nr 4, op. 66, ciss-moll, musik Frédéric Chopin, instrumental
- Nötknäpparen. Blommornas dans, musik Pjotr Tjajkovskij, dans Gun Skoogberg
- Svansjön. Vals, musik Pjotr Tjajkovskij, instrumental